# 攻城塔

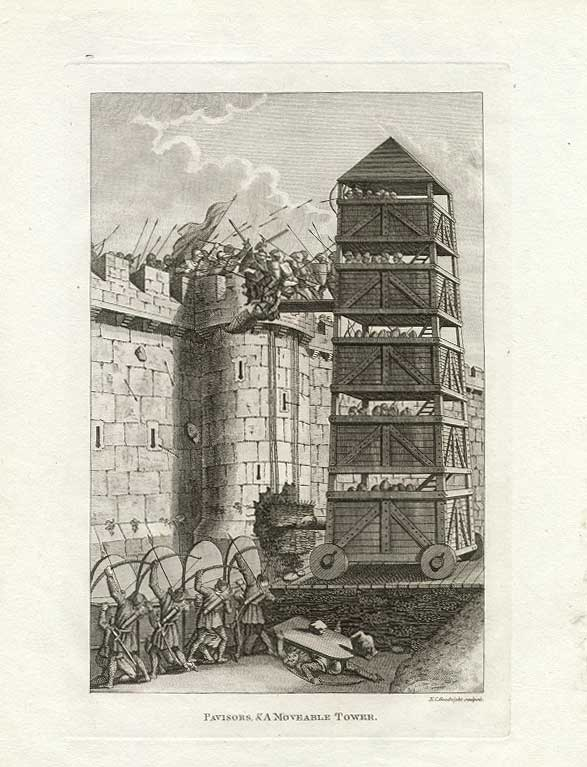
中世纪英国的攻城塔

攻城塔（英語：siege tower / breaching tower / belfry）是一种特殊化的攻城兵器，修建攻城塔的目的是为了在接近防御工事的城墙时保护攻击者和梯子。此塔通常在底部的直角处装有四个轮子，其高度大致与城墙相等，有时候比城墙还高，以使弓箭手能够站在塔的顶部向要塞射箭。由于攻城塔是木头做的，容易燃烧，因此外面包有一些不容易起火的铁作为保护。
攻城塔于前11世纪开始被近东的巴比伦人和亚述人使用。前4世纪时，在欧洲和远东也出现了。攻城塔像重力抛石机一样非常笨重，因此基本上在攻城战中建造。建造攻城塔要花很可观的时间，因此攻城塔主要在无法用云梯、挖地道、破墙或破门的情况下才开始建造。
攻城塔上有时候配置枪兵、长枪兵、剑兵、弓箭兵或弩兵。由于攻城塔的大小，它一般被投石机当作第一攻击目标，但它在自己射程内可以还击。
攻城塔用来让部队克服敌人隐蔽的城墙。但攻城塔接近城墙时，会放下乌鸦吊桥来连接攻城塔和城墙之间。然后军队可以从上面冲上城墙、冲进城堡或城市。